# Christiana Reemts
Christiana Reemts OSB (* als Barbara Reemts 1957 in Hamburg, Deutschland) ist eine deutsche Benediktinerin und Theologin sowie seit 2005 Äbtissin der Abtei Mariendonk.

## Leben
Reemts studierte an der Universität Bonn und Gießen Philosophie und Agrarwissenschaft, bevor sie 1980 in das Noviziat der Abtei Mariendonk eintrat, wo sie den Ordensnamen Christiana annahm und 1986 die ewige Profess ablegte. Nach ihrem Studium der katholischen Theologie an der Universität Bonn von 1989 bis 1994 promovierte Reemts 1997 bei Ernst Dassmann zur vernunftgemäßen Begründung des Christentums in der Schrift Contra Celsum des Origenes.
Bereits 2001 zur Priorin ernannt, wurde Christiana Reemts am 19. Mai 2005 vom Konvent von Mariendonk zur Äbtissin gewählt. Sie folgte Luitgardis Hecker nach, die seit 1981 die Abtei leitete und aus Altersgründen resigniert hatte. Die Benediktion spendete der Aachener Bischof Heinrich Mussinghoff am 6. Juli 2005.
Reemts’ Publikationen zur Patristik stehen im wissenschaftlichen Kontext von Mariendonk, das seit vielen Jahrzehnten einen besonderen Fokus auf das Schriftverständnis der Kirchenväter legt.

## Veröffentlichungen (Auswahl)
- Vernunftgemäßer Glaube. Die Begründung des Christentums in der Schrift des Origenes gegen Celsus. Borengässer, Bonn 1998, ISBN 978-3-923946-38-9 (zugleich Dissertation Universität Bonn).
- Origenes. Eine Einführung in Leben und Denken. Echter, Würzburg 2004, ISBN 978-3-429-02588-5.
- mit Theresia Heither: Die Psalmen bei den Kirchenvätern. Psalm 1–30. Aschendorff Verlag, Münster 2017, ISBN 978-3-402-13227-2.
- mit Theresia Heither: Die Psalmen bei den Kirchenvätern.Psalmen 31–60. Aschendorff Verlag, Münster 2020, ISBN 978-3-402-24682-5.
- (Hrsg.) mit Bernhard Meuser und Martin Brüske: Urworte des Evangeliums. Für einen neuen Anfang in der katholischen Kirche. Herder, Freiburg 2025, ISBN 978-3-451-60152-1.